# Soweto Open 2009
Il Soweto Open 2009 è stato un torneo professionistico di tennis maschile giocato sul cemento, che faceva parte dell'ATP Challenger Tour 2009. Si è giocato a Johannesburg in Sudafrica dal 13 al 18 aprile 2009.

## Partecipanti

### Teste di serie
| Nazionalità | Giocatore       | Ranking* | Testa di serie |
| ----------- | --------------- | -------- | -------------- |
| Francia     | Fabrice Santoro | 52       | 1              |
| Lussemburgo | Gilles Müller   | 67       | 2              |
| Germania    | Michael Berrer  | 109      | 3              |
| Brasile     | Thiago Alves    | 121      | 4              |
| Russia      | Michail Elgin   | 135      | 5              |
| Francia     | Nicolas Mahut   | 139      | 6              |
| Australia   | Chris Guccione  | 149      | 7              |
| Slovacchia  | Karol Beck      | 159      | 8              |

- Ranking al 6 aprile 2009.

### Altri partecipanti
Giocatori che hanno ricevuto una wild card:
- Andrew Anderson
- Raven Klaasen
- Fritz Wolmarans

Giocatori passati dalle qualificazioni:
- Chris Eaton
- Jun Woong-Sun
- Denys Molčanov
- Noam Okun
- Benjamin Janse van Rensburg (Lucky Loser)

## Campioni

### Singolare
Fabrice Santoro ha battuto in finale  Rik De Voest con il punteggio di 7–5, 6–4

### Doppio
Chris Guccione /  George Bastl hanno battuto in finale  Michail Elgin /  Aleksandr Kudrjavcev con il punteggio di 6–2, 4–6, [11–9]